# Rayleigh-Ritz-Prinzip
Das Rayleigh-Ritz-Prinzip (auch Verfahren von Ritz oder Rayleigh-Ritzsches Variationsverfahren) ist ein Variationsprinzip zur Bestimmung des kleinsten Eigenwerts eines Eigenwertproblems. Es geht auf das Buch The Theory of Sound von John William Strutt, 3. Baron Rayleigh (1877) zurück und wurde 1908 vom Mathematiker Walter Ritz als mathematisches Verfahren veröffentlicht.
Es sei {\displaystyle H} ein linearer, selbstadjungierter Operator auf einem Hilbertraum über {\displaystyle \mathbb {C} } mit Definitionsbereich {\displaystyle D(H)}. Dann ist das Infimum des Spektrums {\displaystyle \sigma (H)} gegeben durch
{\displaystyle \inf \sigma (H)=\inf _{\psi \in D(H)\setminus \{0\}}{\frac {\langle \psi |H|\psi \rangle }{\langle \psi |\psi \rangle }}}.
Ist {\displaystyle E_{0}=\inf \sigma (H)} ein Eigenwert, und somit insbesondere endlich, so erhält man die Ungleichung
{\displaystyle E_{0}\leq {\frac {\langle \psi |H|\psi \rangle }{\langle \psi |\psi \rangle }}}
mit Gleichheit genau dann, wenn {\displaystyle \psi } ein Eigenvektor zu {\displaystyle E_{0}} ist. Der Quotient auf der rechten Seite ist als Rayleigh-Quotient bekannt.
In der Praxis eignet es sich auch als Näherungsverfahren, indem man einen Ansatz für {\displaystyle |\psi \rangle } mit unbestimmten Parametern macht und die Parameter so optimiert, dass der Rayleigh-Quotient minimal wird. Statt über Vektoren im Definitionsbereich {\displaystyle D(H)} kann man auch über Vektoren im quadratischen Formenbereich {\displaystyle Q(H)} optimieren, was dann einer schwachen Formulierung des Eigenwertproblems entspricht.

## Anwendungen
Das Prinzip kommt beispielsweise bei der Berechnung von Parametern des Schwingungsverhaltens von elastischen Platten, aber auch anderer elastischer Körper (wie etwa Balken) zur Anwendung, wenn exakte Lösungen nicht mehr mit elementaren Rechenmethoden zu erreichen sind.
Grundgedanke ist das Gleichgewicht der potenziellen Kräfte von äußeren, eingeprägten und inneren Kräften. Diese Potenziale werden durch Verformungsgrößen ausgedrückt (z. B. Durchbiegung). Die Spannungen werden dabei durch Dehnungen oder Scherungen nach dem Hookeschen Gesetz ausgedrückt. Das Verfahren kann als Vorstufe der Finite-Elemente-Methode betrachtet werden.
In der Quantenmechanik besagt das Prinzip, dass für die Gesamtenergie {\displaystyle {\mathcal {}}E_{0}} des Systems im Grundzustand {\displaystyle |\psi _{0}\rangle } (also für den diesbezüglichen Erwartungswert des Hamilton-Operators {\displaystyle H}) und für beliebige Wellenfunktionen bzw. Zustände {\displaystyle |\psi \rangle } der Erwartungswert {\displaystyle \langle \psi |H|\psi \rangle } größer oder gleich (gleich im Fall der exakten Grundzustandswellenfunktion) der Grundzustandsenergie des Systems ist:
{\displaystyle E_{0}\leq \langle H\rangle [\psi ]\,:=\langle \psi |H|\psi \rangle ,\qquad \|\psi \|=1.}
In der Regel ist der Hamilton-Operator dabei nach unten beschränkt und hat an der unteren Grenze des Spektrums einen (nicht entarteten) Eigenwert („Grundzustand“).
Die Probe-Wellenfunktion kann zwar von der exakten Grundzustandsfunktion erheblich abweichen, wird ihr aber umso ähnlicher, je näher die berechnete Gesamtenergie an der Grundzustandsenergie ist.

## Ritz-Verfahren
Das Ritz'sche Variationsverfahren wendet das Rayleigh-Ritz-Prinzip direkt an. Dazu wird eine Familie von Testvektoren, die über einen Satz von Parametern β variiert werden, verwendet. So kann eine (nicht notwendig endliche) Menge von Vektoren {\displaystyle |\psi _{n}\rangle } gewählt werden und der Testvektor als Linearkombination dargestellt werden:
{\displaystyle \langle \psi _{\vec {\beta }}\rangle =\sum _{n}\beta _{n}|\psi _{n}\rangle }
Oder man wählt eine Familie von Funktionen, die über einen Parameter variiert werden, wie etwa Gauß-Kurven mit verschiedener Breite {\displaystyle \beta }:
{\displaystyle \psi _{\beta }(x)={\frac {1}{\beta {\sqrt {2\pi }}}}\cdot \exp \left[-{\frac {x^{2}}{2\beta ^{2}}}\right]}
Nun setzt man diese Funktionen in obigen Ausdruck ein und sucht den minimalen Wert von {\displaystyle \langle H\rangle [\psi _{\beta }]}. Im einfachsten Fall kann dies durch Differentiation nach dem Parameter {\displaystyle \beta } geschehen:
{\displaystyle {\frac {\mathrm {d} }{\mathrm {d} \beta }}\langle H\rangle [\psi _{\beta }]=0}
Löst man diese Gleichung, so erhält man für {\displaystyle \beta } einen Wert, für den die Grundzustandsenergie minimiert wird. Mit diesem Wert hat man eine Näherungslösung, weiß aber nicht, wie gut der Ansatz wirklich ist, weshalb man von „unkontrollierten Verfahren“ spricht. Immerhin kann man den Minimalwert als „beste Annäherung“ an die tatsächliche Grundzustandsenergie benutzen.

## Zum Beweis
Das Prinzip ist unmittelbar einsichtig, wenn man voraussetzt, dass es eine Orthonormalbasis aus Eigenvektoren {\displaystyle |\psi _{n}\rangle } von {\displaystyle H} mit zugehörigen Eigenwerten {\displaystyle E_{n}} gibt. Diese Eigenwerte {\displaystyle E_{0}\leq E_{1}\leq \cdots } seien geordnet, dann erhält man durch Entwicklung
{\displaystyle |\psi \rangle =\sum _{n}|\psi _{n}\rangle \langle \psi _{n}|\psi \rangle }
eines beliebigen Vektors {\displaystyle |\psi \rangle } nach dieser Orthonormalbasis
{\displaystyle {\begin{aligned}\langle \psi |H|\psi \rangle &=\sum _{n}\langle \psi |H|\psi _{n}\rangle \langle \psi _{n}|\psi \rangle \\&=\sum _{n}E_{n}\langle \psi |\psi _{n}\rangle \langle \psi _{n}|\psi \rangle \\&\geq E_{0}\sum _{n}\langle \psi |\psi _{n}\rangle \langle \psi _{n}|\psi \rangle \\&=E_{0}\langle \psi |\psi \rangle \,.\end{aligned}}}
Im allgemeinen Fall eines beliebigen Spektrums kann zum Beweis ein analoges Argument gemacht werden, indem man gemäß dem Spektralsatz die Summe durch ein Integral über die Spektralschar ersetzt.

## Erweiterungen
Eine Erweiterung ist der Satz von Courant-Fischer, der ein Variationsprinzip für alle Eigenwerte unterhalb des wesentlichen Spektrums darstellt. Eine exakte Abschätzung eines Eigenwerts nach oben und unten liefert die Temple-Ungleichung.